# МКХ-10: Клас X. Хвороби системи дихання

## (J00-J99) Клас X. Хвороби системи дихання

### (J00-J06) Гострі респіраторні захворювання верхніх дихальних шляхів
| (J00)   | Гострий назофарингіт (нежить)                                                              |
| (J01)   | Гострий синусит                                                                            |
| (J01.0) | Гострий синусит верхньої щелепи                                                            |
| (J01.1) | Гострий фронтальний синусит                                                                |
| (J01.2) | Гострий етмоідальний синусит                                                               |
| (J01.3) | Гострий сфеноідальний синусит                                                              |
| (J01.4) | Гострий пансинусит                                                                         |
| (J01.8) | Інший гострий синусит                                                                      |
| (J01.9) | Гострий синусит неуточнений                                                                |
| (J02)   | Гострий фарингіт                                                                           |
| (J02.0) | Стрептококковий фарінгіт                                                                   |
| (J02.8) | Гострий інфекційний фарінгіт, спричинений різними специфічними збудниками                  |
| (J02.9) | Гострий фарингіт, неуточнений                                                              |
| (J03)   | Гострий тонзиліт                                                                           |
| (J03.0) | Стрептококковий тонзиліт                                                                   |
| (J03.8) | Гострий тонзиліт, спричинений іншою інфекцією                                              |
| (J03.9) | Гострий тонзиліт, неуточнений                                                              |
| (J04)   | Гострий ларингіт та трахеєт                                                                |
| (J04.0) | Гострий ларингіт                                                                           |
| (J04.1) | Гострий трахеїт                                                                            |
| (J04.2) | Гострий ларинготрахеіт                                                                     |
| (J05)   | Гострий обструктивний ларингіт (круп) та епіглотит                                         |
| (J05.0) | Гострий обструктивний ларингіт (круп)                                                      |
| (J05.1) | Гострий епіглотит                                                                          |
| (J06)   | Гострі респіраторні інфекції верхніх дихальних шляхів множинної та неуточненої локалізацій |
| (J06.0) | Гострий ларингофарингіт                                                                    |
| (J06.8) | Інші гострі інфекції верхніх дихальних шляхів з багатьма локалізаціями                     |
| (J06.9) | Гостра інфекція верхніх дихальних шляхів, неуточнена                                       |

### (J09-J18) Грип та пневмонія
| (J10)   | Грип, спричинений ідентифікованим вірусом грипу                                         |
| (J10.0) | Грип з пневмонією, вірус грипу ідентифікований                                          |
| (J10.1) | Грип з різними клінічними проявами в дихальній системі, вірус грипу ідентифікований     |
| (J10.8) | Грип з клінічними проявами з боку інших систем, вірус грипу ідентифікований             |
| (J11)   | Грип, вірус неідентифікований                                                           |
| (J11.0) | Грип з пневмонією, вірус не ідентифікований                                             |
| (J11.1) | Грип з різними клінічними проявами в дихальній системі, вірус грипу не ідентифікований  |
| (J11.8) | Грип з клінічними проявами з боку інших систем, вірус не ідентифікований                |
| (J12)   | Вірусна пневмонія, не класифікована в інших рубриках                                    |
| (J12.0) | Аденовірусна пневмонія                                                                  |
| (J12.1) | Пневмонія спричинена респираторно-синцитіальним вірусом                                 |
| (J12.2) | Пневмонія спричинена вірусом парагрипу                                                  |
| (J12.8) | Інша пневмонія                                                                          |
| (J12.9) | Вірусна пневмонія, неуточнена                                                           |
| (J13)   | Пневмонія, спричинена Streptococcus pneumoniae                                          |
| (J14)   | Пневмонія, викликана Haemophilus influenzae                                             |
| (J15)   | Бактеріальна пневмонія, не класифікована в інших рубриках                               |
| (J15.0) | Пневмонія спричинена Klebsiella pneumoniae                                              |
| (J15.1) | Пневмонія спричинена Pseudiomonas                                                       |
| (J15.2) | Пневмонія стафілококова                                                                 |
| (J15.3) | Пневмонія стрептококова, групи В                                                        |
| (J15.4) | Пневмонія спричинена іншими стрептококами                                               |
| (J15.5) | Пневмонія спричинена Escherichia coli                                                   |
| (J15.6) | Пневмонія спричинена іншими аеробними грамнегативними бактеріями                        |
| (J15.7) | Пневмонія спричинена Mycoplasma pneumoniae                                              |
| (J15.8) | Інша бактеріальна пневмонія                                                             |
| (J15.9) | Бактеріальна пневмонія неуточнена                                                       |
| (J16)   | Пневмонія, спричинена іншими інфекційними збудниками, не класифікована в інших рубриках |
| (J16.0) | Пневмонія, спричинена хламідіями                                                        |
| (J16.8) | Пневмонія спричинена іншими уточненими інфекційними агентами                            |
| (J17)   | Пневмонія при хворобах, класифікованих в інших рубриках                                 |
| (J17.0) | Пневмонія при бактеріальних хворобах класифікованих в інших рубриках                    |
| (J17.1) | Пневмонія при вірусних хворобах класифікованих в інших рубриках                         |
| (J17.2) | Пневмонія при мікозах                                                                   |
| (J17.3) | Пневмонія при паразитарних хворобах                                                     |
| (J18)   | Пневмонія, збудник неуточнений                                                          |
| (J18.0) | Бронхопневмонія, неуточнена                                                             |
| (J18.1) | Верхньодолева пневмонія, неуточнена                                                     |
| (J18.2) | Гіпостатична пневмонія, неуточнена                                                      |
| (J18.8) | Інша пневмонія, збудник неуточнений                                                     |
| (J18.9) | Пневмонія, неуточнена                                                                   |

### (J20-J22) Інші гострі респіраторні інфекції нижніх дихальних шляхів
| (J20)   | Гострий бронхіт                                                    |
| (J20.0) | Гострий бронхіт спричинений Mycoplasma pneumoniae                  |
| (J20.1) | Гострий бронхіт спричинений Haemophilus influenza                  |
| (J20.2) | Гострий бронхіт спричинений стрептококком                          |
| (J20.3) | Гострий бронхіт спричинений вірусом Коксакі                        |
| (J20.4) | Гострий бронхіт спричинений вірусом парагрипу                      |
| (J20.5) | Гострий бронхіт спричинений респіраторно-синцитіальним вірусом     |
| (J20.6) | Гострий бронхіт спричинений риновірусом                            |
| (J20.7) | Гострий бронхіт спричинений еховірусом                             |
| (J20.8) | Гострий бронхіт спричинений іншими уточненими агентами             |
| (J20.9) | Гострий бронхіт, неуточнений                                       |
| (J21)   | Гострий бронхіоліт                                                 |
| (J21.0) | Гострий бронхіоліт, спричинений респираторно-синцитіальним вірусом |
| (J21.8) | Гострий бронхіоліт, спричинений іншими уточненими агентами         |
| (J21.9) | Гострий бронхіоліт, неуточнений                                    |
| (J22)   | Гостра респіраторна інфекція нижніх дихальних шляхів, неуточнена   |

### (J30-J39) Інші хвороби верхніх дихальних шляхів
| (J30)   | Вазомоторний и алергічний риніт                                         |
| (J30.0) | Вазомоторний риніт                                                      |
| (J30.1) | Алергічний риніт, зумовлений пилком рослин                              |
| (J30.2) | Інший сезонний алергічний риніт                                         |
| (J30.3) | Інший сезонний риніт                                                    |
| (J30.4) | Алергічний риніт, неуточнений                                           |
| (J31)   | Хронічний риніт, назофарингіт та фарингіт                               |
| (J31.0) | Хронічний риніт                                                         |
| (J31.1) | Хронічний назофарингіт                                                  |
| (J31.2) | Хронічний фарингіт                                                      |
| (J32)   | Хронічний синусит                                                       |
| (J32.0) | Хронічний верхньощелепний синусит                                       |
| (J32.1) | Хронічний фронтальний синусит                                           |
| (J32.2) | Хронічний етмоідальний синусит                                          |
| (J32.3) | Хронічний сфеноідальний синусит                                         |
| (J32.4) | Хронічний пансинусит                                                    |
| (J32.8) | Інші хроничні синусити                                                  |
| (J32.9) | Хронічний синусит, неуточнений                                          |
| (J33)   | Поліп носа                                                              |
| (J33.0) | Поліп носової порожнини                                                 |
| (J33.1) | Поліпоідна дегенерація синусу                                           |
| (J33.8) | Інші поліпи синусів                                                     |
| (J33.9) | Поліп носа, неуточнений                                                 |
| (J34)   | Інші ураження порожнини та синусів носа                                 |
| (J34.0) | Абсцес, фурункул та карбункул носа                                      |
| (J34.1) | Кіста та мукоцеле носового синуса                                       |
| (J34.2) | Скривлення носової перетинки                                            |
| (J34.3) | Гіпертрофія носових раковин                                             |
| (J34.8) | Інші уточнені ураження носа та носових синусів                          |
| (J35)   | Хронічні хвороби мигдалин та аденоїдів                                  |
| (J35.0) | Хронічний тонзиліт                                                      |
| (J35.1) | Гіпертрофія мигдаликів                                                  |
| (J35.2) | Гіпертрофія аденоїдів                                                   |
| (J35.3) | Гіпертрофія мигдаликів одночасно з гіпертрофією аденоїдів               |
| (J35.8) | Інші хронічні хвороби мигдаликів та аденоїдів                           |
| (J35.9) | Хронічні хвороби мигдаликів та аденоїдів, неуточнені                    |
| (J36)   | Перитонзилярний абсцес                                                  |
| (J37)   | Хронічний ларингіт та ларинготрахеїт                                    |
| (J37.0) | Хронічний ларингіт                                                      |
| (J37.1) | Хронічний ларинготрахеїт                                                |
| (J38)   | Хвороби голосових зв'язок та гортані, не класифіковані в інших рубриках |
| (J38.0) | Параліч голосових зв'язок та гортані                                    |
| (J38.1) | Поліп голосових зв'язок та гортані                                      |
| (J38.2) | Вузликове потовщення голосових зв'язок                                  |
| (J38.3) | Інші захворювання голосових зв'язок                                     |
| (J38.4) | Набряк гортані                                                          |
| (J38.5) | Спазм гортані                                                           |
| (J38.6) | Стеноз гортані                                                          |
| (J38.7) | Інші хвороби гортані                                                    |
| (J39)   | Інші хвороби верхніх дихальних шляхів                                   |
| (J39.0) | Ретрофарингіальний та парафарингіальний абсцес                          |
| (J39.1) | Інші абсцеси глотки                                                     |
| (J39.2) | Інші хвороби глотки                                                     |
| (J39.3) | Гіперчутлива реакція верхніх дихальних шляхів неуточненої локалізації   |
| (J39.8) | Інші уточнені хвороби верхніх дихальних шляхів                          |
| (J39.9) | Хвороба верхніх дихальних шляхів, неуточнена                            |

### (J40-J47) Хронічні хвороби нижніх дихальних шляхів
| (J40)   | Бронхіт, не уточнений як гострий чи хронічний                                  |
| (J41)   | Простий та слизово-гнійний хронічний бронхіт                                   |
| (J41.0) | Простий хронічний бронхіт                                                      |
| (J41.1) | Слизово-гнійний хронічний бронхіт                                              |
| (J41.8) | Змішаний простий та слизово-гнійний хронічний бронхіт                          |
| (J42)   | Неуточнений хронічний бронхіт                                                  |
| (J43)   | Емфізема                                                                       |
| (J43.0) | Синдром Маклеода                                                               |
| (J43.1) | Панлобулярна емфізема                                                          |
| (J43.2) | Емфізема центрилобулярна                                                       |
| (J43.8) | Інша емфізема                                                                  |
| (J43.9) | Емфізема неуточнена                                                            |
| (J44)   | Інша хронічна обструктивна хвороба легень                                      |
| (J44.0) | Хронічна обструктивна хвороба легень з гострим процесом в їх нижніх відділах   |
| (J44.1) | Хронічна обструктивна хвороба легень в період загострення невизначеного генезу |
| (J44.8) | Інша уточнена хронічна обструктивна хвороба легень                             |
| (J44.9) | Хронічна обструктивна хвороба легень, неуточнена                               |
| (J45)   | Астма бронхіальна                                                              |
| (J45.0) | Бронхіальна астма з переважанням алергічного компоненту                        |
| (J45.1) | Неалергічна астма                                                              |
| (J45.8) | Змішана астма                                                                  |
| (J45.9) | Астма, неуточнена                                                              |
| (J46)   | Астматичний статус (Status asthmaticus)                                        |
| (J47)   | Бронхоектатична хвороба                                                        |

### (J60-J70) Хвороби легень, внаслідок зовнішніх факторів
| (J60)   | Пневмоконіоз вугільника |
| (J61)   | Пневмоконіоз внаслідок впливу азбесту та інших мінеральних волокон                                                                   |
| (J62)   | Пневмоконіоз внаслідок впливу кремнійового пилу                                                                                      |
| (J62.0) | Пневмоконіоз, викликаний пилом талька                                                                                                |
| (J62.8) | Пневмоконіоз, викликаний дією різноманітного пилу, до якого входить сицилій                                                          |
| (J63)   | Пневмоконіоз внаслідок впливу іншого неорганічного пилу                                                                              |
| (J63.0) | Алюміноз (легень) |
| (J63.2) | Бериліоз |
| (J63.3) | Графітний фіброз (легень) |
| (J63.4) | Сидероз |
| (J63.5) | Станоз |
| (J63.8) | Пневмоконіози, викликані дією інших установлених видів неорганічного пилу                                                            |
| (J64)   | Неуточнений пневмоконіоз |
| (J65)   | Пневмоконіоз, пов'язаний з туберкульозом                                                                                             |
| (J66)   | Хвороба дихальних шляхів внаслідок впливу уточненого органічного пилу                                                                |
| (J66.0) | Бісиноз |
| (J66.1) | Хвороба тріпальників льону |
| (J66.2) | Канабіноз |
| (J66.8) | Захворювання дихальних шляхів, викликані дією інших різновидів органічного пилу                                                      |
| (J67)   | Гіперсенситивний пневмоніт внаслідок впливу органічного пилу                                                                         |
| (J67.0) | Легеня фермера |
| (J67.1) | Вагассоз |
| (J67.2) | Легенева хвороба птаховода |
| (J67.3) | Субероз |
| (J67.4) | Легеня робітника солодового виробництва                                                                                              |
| (J67.5) | Легеня робітника грибного цеху |
| (J67.6) | Легеня збиральника кори клену |
| (J67.7) | Хвороба легень внаслідок роботи кондиціонера чи зволожувача повітря                                                                  |
| (J67.8) | Гіперсенситивні пневмоніти, викликані іншим органічним пилом                                                                         |
| (J67.9) | Алергічні пневмоніти, викликані неуточненим органічним пилом                                                                         |
| (J68)   | Стан дихальних шляхів внаслідок вдихання хімічних речовин, газів, димів та парів                                                     |
| (J68.0) | Бронхіт та пневмоніт, спричинені вдиханням хімічних речовин, газів, димів і випарів                                                  |
| (J68.1) | Гострий набряк легень при вдиханні хімічних речовин, газів, димів та випарів                                                         |
| (J68.2) | Запалення верхніх дихальних шляхів при вдиханні хімічних речовин, газів, димів і випарів, які не ввійшли в інші рубрики класифікації |
| (J68.3) | Інші гострі та підгострі респіраторні захворювання, спричинені дією хімічних речовин, газів, димів та випарів                        |
| (J68.4) | Хронічні захворювання дихальної системи, спричинені дією хімічних речовин, газів, димів та випарів                                   |
| (J68.8) | Інші респіраторні порушення, спричинені дією різних хімічних речовин, газів, димів та випарів                                        |
| (J68.9) | Неуточнені респіраторні порушення, пов'язані з дією хімічних речовин, газів, димів та випарів                                        |
| (J69)   | Пневмоніт внаслідок впливу твердих речовин та рідин                                                                                  |
| (J69.0) | Пневмоніт після аспірації їжі та блювотних мас                                                                                       |
| (J69.1) | Пневмоніт після вдихання масел та есенцій                                                                                            |
| (J69.8) | Пневмоніт після аспірації інших твердих речовин та рідин                                                                             |
| (J70)   | Стан дихальних шляхів внаслідок впливу інших зовнішніх агентів                                                                       |
| (J70.0) | Гострі клінічні прояви з боку легень внаслідок впливу іонізуючої радіації                                                            |
| (J70.1) | Хронічні та інші прояви в легенях внаслідок впливу іонізуючої радіації                                                               |
| (J70.2) | Гострі медикаментозні ураження інтерстиціальної тканини легень                                                                       |
| (J70.3) | Хронічні медикаментозні ураження інтерстиціальної тканини легень                                                                     |
| (J70.4) | Медикаментозні ураження інтерстиціальної тканини легень, неуточнені                                                                  |
| (J70.8) | Ураження органів дихання внаслідок дії інших уточнених зовнішніх агентів                                                             |
| (J70.9) | Ураження органів дихання внаслідок дії неуточненого зовнішнього агента                                                               |

### (J80-J84) Інші респіраторні хвороби, які травмують інтерстиціальну тканину
| (J80)   | Респіраторний дистрес-синдром у дорослих                |
| (J81)   | Набряк легень                                           |
| (J82)   | Легенева еозинофілія, не класифікована в інших рубриках |
| (J84)   | Інші інтерстиціальні хвороби легень                     |
| (J84.0) | Альвеолярні та парієтоальвеолярні ураження              |
| (J84.1) | Інші фіброзуючі захворювання легень                     |
| (J84.8) | Інші уточнені інтерстиціальні ураження легень           |
| (J84.9) | Інтерстиціальна пневмопатія, неуточнена                 |

### (J85-J86) Гнійні захворювання нижніх дихальних шляхів
| (J85)   | Абсцес легень та середостіння |
| (J85.0) | Гангрена легені               |
| (J85.1) | Абсцес легені                 |
| (J85.2) | Абсцес легень без пневмонії   |
| (J85.3) | Абсцес межистіння             |
| (J86)   | Піоторакс                     |
| (J86.0) | Піоторакс зі свищем           |
| (J86.9) | Піоторакс без свища           |

### (J90-J94) Інші хвороби плеври
| (J90)   | Плевральний випіт, не класифікований в інших рубриках           |
| (J91)   | Плевральний випіт при хворобах, класифікованих в інших рубриках |
| (J92)   | Плевральна бляшка                                               |
| (J92.0) | Нашарування плеври при асбестозі                                |
| (J92.9) | Нашарування плеври без асбестозу                                |
| (J93)   | Пневмоторакс                                                    |
| (J93.0) | Спонтанно напружний пневмоторакс                                |
| (J93.1) | Інші форми спонтанного пневмотораксу                            |
| (J93.8) | Інші види пневмотораксу                                         |
| (J93.9) | Пневмоторакс, неуточнений                                       |
| (J94)   | Інші плевральні стани                                           |
| (J94.0) | Хільозний випіт                                                 |
| (J94.1) | Фіброторакс                                                     |
| (J94.2) | Гемоторакс                                                      |
| (J94.8) | Інші уточнені ураження плеври                                   |
| (J94.9) | Ураження плеври, неуточнене                                     |

### (J95-J99) Інші хвороби органів дихання
| (J95)   | Постпроцедурні порушення дихання, не класифіковані в інших рубриках             |
| (J95.0) | Ускладнення після трахеотомії                                                   |
| (J95.1) | Гостра легенева недостатність після хірургічної торакальної операції            |
| (J95.2) | Гостра легенева недостаність після хірургічної неторакальної операції           |
| (J95.3) | Хронічна легенева недостатність після хірургічної операції                      |
| (J95.4) | Синдром Мендельсона                                                             |
| (J95.5) | Постпроцедурний підгортанний стеноз                                             |
| (J95.8) | Інші постпроцедурні респіраторні розлади                                        |
| (J95.9) | Постпроцедурне респіраторне ураження, неуточнене                                |
| (J96)   | Розлад дихання, не класифікований в інших рубриках                              |
| (J96.0) | Гостра респіраторна недостатність                                               |
| (J96.1) | Хронічна респіраторна недостатність                                             |
| (J96.9) | Респіраторна недостатність, неуточнена                                          |
| (J98)   | Інші порушення дихання                                                          |
| (J98.0) | Захворювання бронхів, не класифіковані в інших рубриках                         |
| (J98.1) | Легеневий колапс                                                                |
| (J98.2) | Інтерстиціальна емфізема                                                        |
| (J98.3) | Інші захворювання легень                                                        |
| (J98.5) | Хвороби межистіння, не класифіковані в інших рубриках                           |
| (J98.6) | Захворювання діафрагми                                                          |
| (J98.8) | Інші уточнені респіраторні ураження                                             |
| (J98.9) | Респіраторне ураження, неуточнене                                               |
| (J99)   | Респіраторні порушення при хворобах, класифікованих в інших рубриках            |
| (J99.0) | Ревматоїдні захворювання легень (M05.1+)                                        |
| (J99.1) | Респіраторні порушення при системних захворюваннях сполучної тканини            |
| (J99.8) | Респіраторні порушення при інших захворюваннях, класифікованих в інших рубриках |